# SummerSlam (2000)
SummerSlam (2000) — щорічне pay-per-view шоу «SummerSlam», що проводиться федерацією реслінгу WWE. Шоу відбулося 27 серпня 2000 року в Ар-Бі-Сі-центр у місті Ралі, Північна Кароліна, США. Це було 13 шоу в історії «SummerSlam». Десять матчів відбулися під час шоу.
На «SummerSlam» відбувся перший в історії поєдинок «Tables, Ladders, and Chairs» за титул командних чемпіонів в якому брали участь Едж і Крістіан, Hardy Boyz (Метт і Джефф) і Дадлі бойз (Бубба Рей і Ді-Вон). Головною подією шоу став поєдинок «потрійна загроза» за титул чемпіона WWF в якому брали участь Скала, Курт Енгл і Тріпл Ейч.